# Issoria postlathonia
Issoria postlathonia är en fjärilsart som beskrevs av Ruggero Verity 1933. Issoria postlathonia ingår i släktet Issoria och familjen praktfjärilar. Inga underarter finns listade i Catalogue of Life.